# Revolving Door
"Revolving Door" (em português:  Porta Giratória) é o quarto single do álbum The Gift of Game, lançado pela banda de rock alternativo e rapcore Crazy Town em 14 de Agosto de 2001. Não alcançou o mesmo sucesso de seu último single "Butterfly" nos Estados Unidos, mas conseguiu entrar em algumas paradas musicais dos países europeus.

## Faixas
12" Single
| N.º | Título                                   | Duração |  |
| 1.  | "Revolving Door" (Astro American Mix)    | 3:55    |  |
| 2.  | "Revolving Door" (Alternativo Radio Mix) | 3:44    |  |
| 3.  | "Revolving Door" (Epic Alchemist Mix)    | 3:05    |  |
| 4.  | "Butterfly" (Versão ao Vivo)             | 3:35    |  |

CD Single
| N.º | Título                                   | Duração |  |
| 1.  | "Revolving Door" (Alternativo Radio Mix) | 3:44    |  |
| 2.  | "Revolving Door" (Astro American Mix)    | 3:55    |  |
| 3.  | "Butterfly" (Versão ao Vivo)             | 3:35    |  |
| 4.  | "Revolving Door" (CD Extra Video)        | 3:44    |  |

## Posições nas paradas musicais
| Parada musical (2001)                  | Melhor posição |
| -------------------------------------- | -------------- |
| Alemanha - Germany Top 100 Singles     | 26             |
| Austrália - ARIA Top 100 Singles Chart | 76             |
| Áustria - Ö3 Austria Top 40            | 29             |
| Bélgica - Ultratop (Flandres)          | 16             |
| Finlândia - Mitä hittiä                | 19             |
| Países Baixos - MegaCharts             | 71             |
| Reino Unido - UK Singles Chart         | 23             |
| Suécia - Sverigetopplistan             | 46             |
| Suíça - Schweizer Hitparade            | 43             |